# Грејсон Вали (Алабама)
Грејсон Вали (енгл. Grayson Valley) насељено је место без административног статуса у америчкој савезној држави Алабама.

## Демографија
По попису из 2010. године број становника је 5.736, што је 289 (5,3%) становника више него 2000. године.
| Група             | 2000.         | 2010.         |
| Белци             | 5.127 (94,1%) | 3.970 (69,2%) |
| Афроамериканци    | 194 (3,6%)    | 1.482 (25,8%) |
| Азијати           | 31 (0,6%)     | 50 (0,9%)     |
| Хиспаноамериканци | 38 (0,7%)     | 129 (2,2%)    |
| Укупно            | 5.447         | 5.736         |